# 贡山虎耳草
贡山虎耳草（学名：Saxifraga insolens），为虎耳草科虎耳草属下的一个植物种。